# 高氯酸氧锆
高氯酸氧锆是一种无机化合物，化学式为ZrO(ClO4)2，易溶于水，溶于水放热，在水中解离出ZrO2+和ClO4−离子。

## 制备
先从其它锆盐沉淀得到氢氧化锆，用蒸馏水洗涤，加入化学计量比的高氯酸反应，通过吹过干燥空气使溶液在室温挥发，得到ZrO(ClO4)2·8H2O晶体。
Zr(OH)4 + 2 HClO4 + 5 H2O → ZrO(ClO4)2·8H2O

## 拓展阅读
- Venable, F. P.; Smithey, I. W. Zirconyl compounds with the oxy-halogen acids. Journal of the American Chemical Society, 1919. 41: 1722-7. DOI:  10.1021/ja02232a004